# Mammoth (Arizona)
Mammoth é uma vila localizada no estado americano do Arizona, no condado de Pinal. Foi incorporada em 1958.

## Geografia
De acordo com o United States Census Bureau, a vila tem uma área de 2,7 km², onde todos os 2,7 km² estão cobertos por terra.

### Localidades na vizinhança
O diagrama seguinte representa as localidades num raio de 40 km ao redor de Mammoth.

## Demografia
Segundo o censo nacional de 2010, a sua população é de 1 426 habitantes e sua densidade populacional é de 529,4 hab/km². Possui 635 residências, que resulta em uma densidade de 235,7 residências/km².